# 茨城県道266号会瀬港線

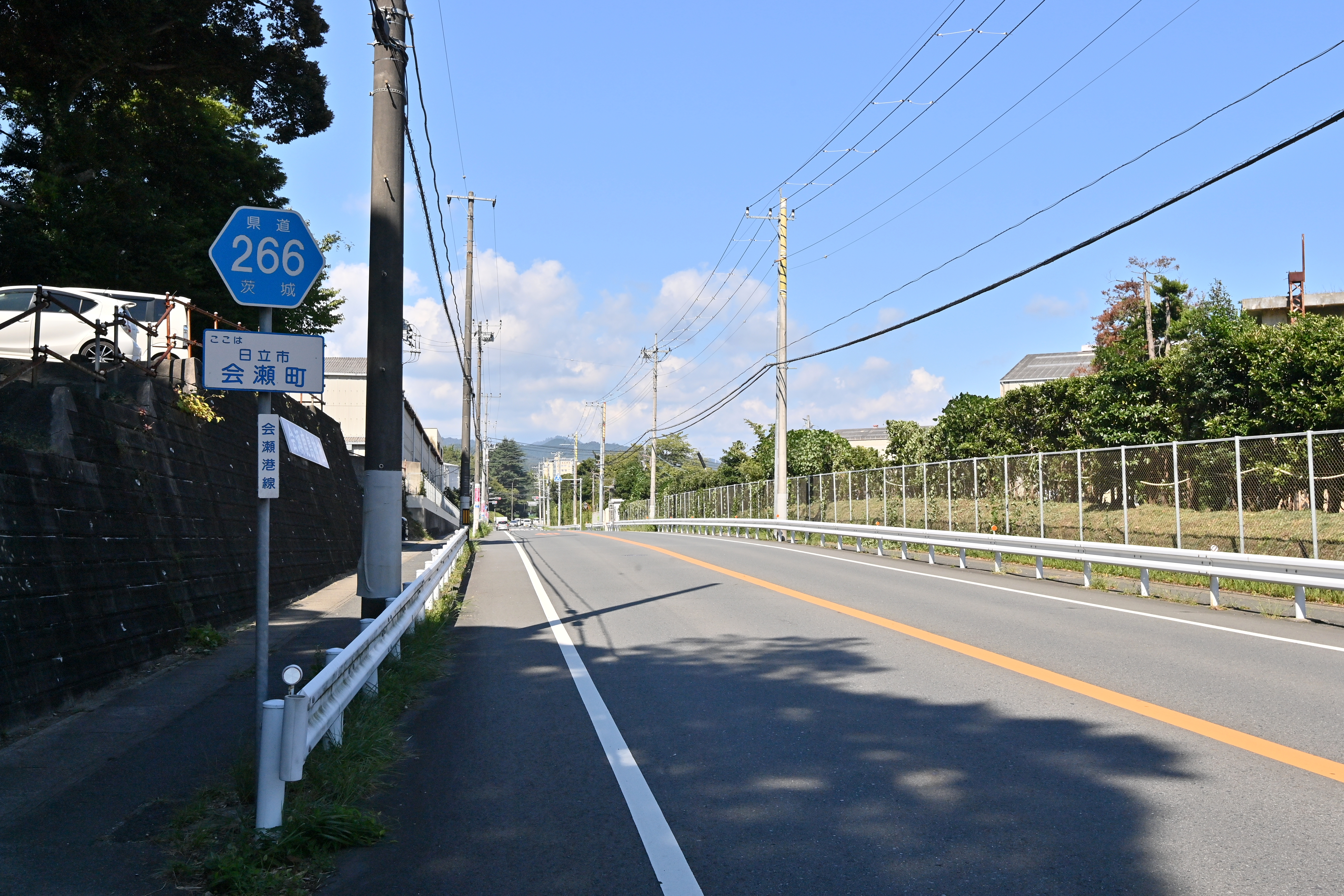
茨城県道266号会瀬港線
日立市会瀬町（2022年9月）

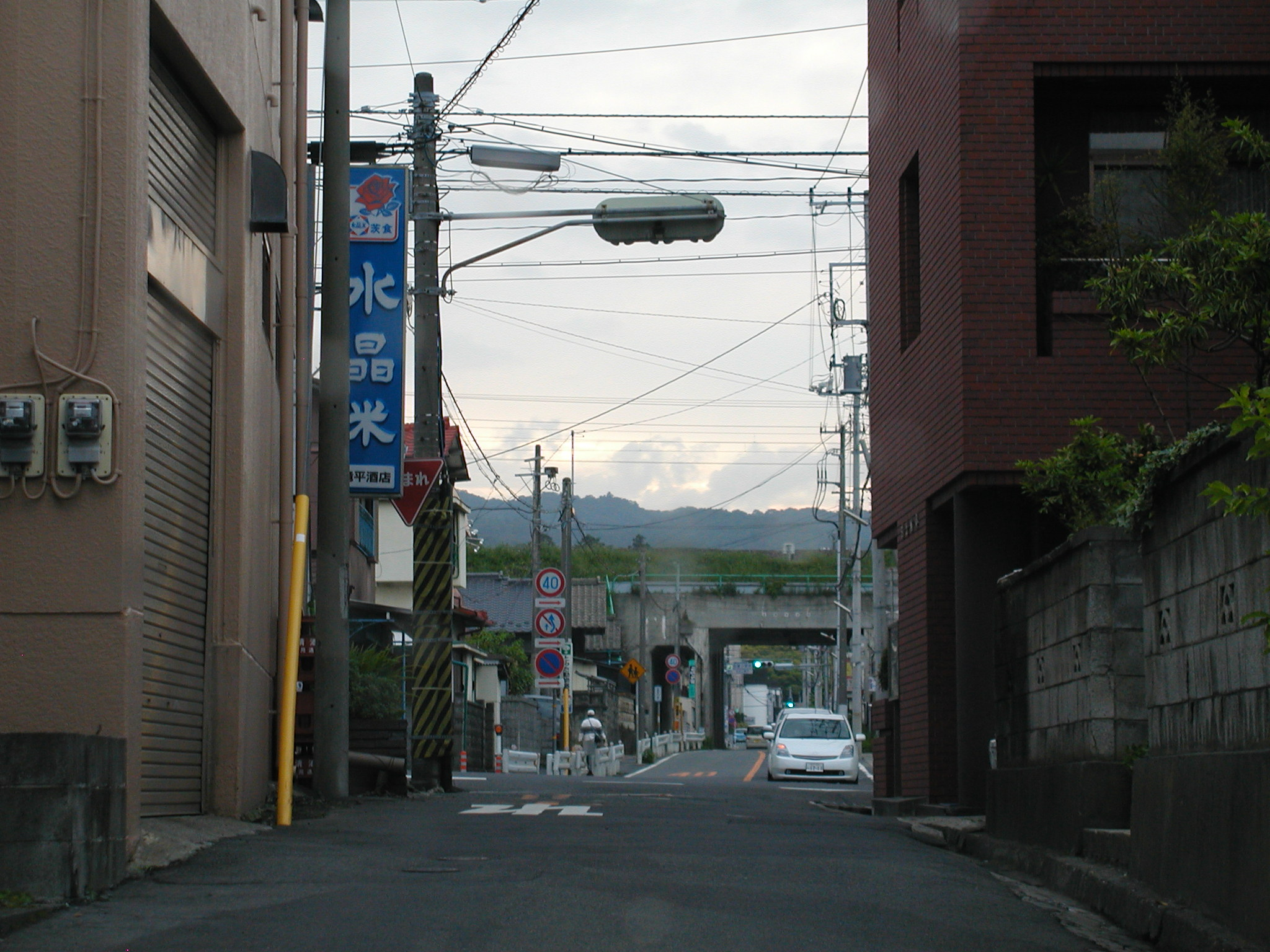
会瀬洞門通り

茨城県道266号会瀬港線（いばらきけんどう266ごう おうせこうせん）は、茨城県日立市にある会瀬漁港と国道6号を結ぶ茨城県の県道である。「会瀬洞門通り」と「けやき通り」の一部区間。

## 概要
- 起点：茨城県日立市会瀬町1丁目270番（会瀬漁港）[1]
- 終点：茨城県日立市会瀬町4丁目1864番1地先（国道6号、兎平交差点）[1]
- 総延長：2.068 km[2]
- 重用延長：0.012 km[2]
- 未供用延長：なし[2]
- 実延長：2.056 km[2]
- 自動車交通不能区間延長[注釈 1]：0.113 km[2]

## 歴史
1959年（昭和34年）10月14日、新たな県道として茨城県日立市会瀬町 日立港から日立市会瀬町の二級国道水戸日立線交点までを区間とする県道として、当初路線名を県道日立港線として茨城県が県道路線認定している。
1962年（昭和44年）に告示改正により日立港が会瀬港に改められたことに伴い、路線名が県道会瀬港線に改められた。
1995年（平成7年）の整理番号の再編成により、整理番号259となり現在に至る。

### 年表
- 1959年（昭和34年）10月14日
  - 県道日立港線（図面対照番号313）として路線認定される[3]。
  - 道路の区域は、日立市会瀬町 日立港から日立市会瀬町の二級国道水戸日立線交点まで（延長280 m）と決定[4]。
- 1969年（昭和44年）12月25日：昭和34年10月14日の茨城県告示中の路線認定・道路区域・供用開始のうち「日立港」が「会瀬港」に改められ県道会瀬港線に改正[5]。
- 1972年（昭和47年）3月31日：前身にあたる国道6号 - 会瀬1丁目の区間の市道が、県道里野宮日立線の道路区域に指定される[6]。
- 1982年（昭和57年）11月1日：県道里野宮日立線の一部を編入し、日立市会瀬町1丁目 - 同市会瀬町4丁目の2,070.9 m区間が道路区域となる[1]。
- 1995年（平成7年）3月30日：整理番号366から現在の番号（整理番号266）に変更される[7]。
- 2001年（平成13年）3月1日：日立市会瀬町の区間が、通行する車両の最大重量限度25トンの道路に指定される[8]。

## 路線状況
会瀬漁港の南側が起点。起点から国道245号 会瀬町1丁目交差点までのおよそ100メートルの区間は1車線程度の狭路だが、国道との交差点から先はすべて2車線。
JR常磐線のガード下をくぐり抜けて集落を過ぎると、日立製作所の工場の南側を通る。助川中学校近くの交差点を左に折れ、なだらかな坂を上りきった先にある国道6号と合流して終点となる。
道路法の規定に基づき、日立市会瀬町（会瀬港） - 同（会瀬町1丁目交差点）間は、緊急輸送道路として機能を維持するため、災害発生時の被害拡大防止を目的に道路用地内に電柱を建てることが制限されている。

## 地理

### 通過する自治体
- 茨城県
  - 日立市

### 交差する道路
- 国道245号（日立市会瀬町1丁目 会瀬一丁目交差点）
- 国道6号（日立市会瀬町4丁目/城南町1丁目）

### 沿線
- 会瀬漁港
- 日立会瀬郵便局（日立市会瀬町1丁目）
- JR常磐線
- 日立市立会瀬小学校（日立市会瀬町2丁目）
- 日立製作所 日立事業所（日立市幸町3丁目）
- 会瀬鹿島神社（日立市会瀬町2丁目）
- 会瀬球場（日立市会瀬町4丁目）